# デーイオペーア
デーイオペーア（古希: Δηϊοπεία, ラテン語: Dēĭŏpēa）は、ローマ神話に登場するニンフ。ウェルギリウスの叙事詩『アエネーイス』第1巻に登場する。ユーノー配下の優れた容姿を持つ十四柱のニンフたちの中で一番美しい。日本語では長母音記号を省略しデイオペアともいう。
ユーノーはアネモイ（風神）の主であるアイオロスに頼んでテュレーヌム海を航海したトロイア人の船を沈めており、その返礼にデーイオペーアを与えると宣言している。
海に棲むニンフたちネーレーイデスの中の1柱と同名である。